# Ланглуа, Жером Мартен
Жером Мартен Ланглуа (фр. Jérôme-Martin Langlois; 11 марта 1779, Париж — 28 декабря 1838, там же) — французский художник.

## Биография
Сын художника-миниатюриста Жерома Ланглуа. Ученик Жака-Луи Давида. Давид, выдающийся мастер эпохи ампира, имел многочисленных учеников, среди которых, однако, Ланглуа считался одним из любимцев мастера.
После окончания обучения Ланглуа стал востребованным и известным живописцем: в 1805 году получил Римскую премию второго класса за программу «Смерть Демосфена», а в 1809 году — Римскую премию первого класса за программу «Приам перед Ахиллесом», после чего воспользовался предоставленной возможностью посетить Рим (1810-е годы).
С 1806 года Ланглуа регулярно выставлялся на Парижском салоне вплоть до 1837 года, причём в 1817 году получил первую премию Салона, а в 1819 — вторую. Он оставался близким другом своего учителя Давида и в 1824 году совершил поездку в Брюссель, где Давид после возвращения Бурбонов проживал в изгнании, чтобы написать его портрет.
В 1822 году стал кавалером ордена Почётного легиона, а позднее был избран действительным членом французской Академии изящных искусств.
Единичные картины Ланглуа и сегодня можно увидеть в Версале и Лувре (а также в провинциальных музеях Франции), тем не менее, как и многие другие талантливые живописцы-современники, он совершенно потерялся на фоне Давида, и сегодня широкой известностью не пользуется.

## Галерея
- Диана и Эндимион
- Приам перед Ахиллесом
- Пророчица Кассандра. Музей изящных искусств, Шамбери
- Александр Македонский приводит Кампаспу к Апеллесу. Музей августинцев, Тулуза
- Портрет Жака-Луи Давида. 1824, Лувр